# Las últimas horas
Las últimas horas es una novela social de José Suárez Carreño publicada en 1950.  Recibió el Premio Nadal en 1949.

## Sinopsis
En un Madrid onírico, tres vidas sin sentido se encuentran en una única noche de jarana displicente: Manolo buscavidas, Carmen refinada señorita de compañía y Ángel hombre acaudalado. En una animalidad crepuscular, instintos, sentimientos y pasiones, se intercalan en sucesivos episodios nocturnos. Estos episodios terminan haciendo que tales, en principio distantes, personajes terminen confluyendo en un inevitable y trágico final.

## Contexto
En el menesteroso estado de la capital durante la posguerra, necesidad, desdicha, mezquindad y codicia se suceden, alternándose con reflexiones sobre las diferencias de clase, en un ambiente cargado de una notable indiferencia moral. Con un marcado carácter nihilista, la novela es una fuerte reflexión sobre el sinsentido de la vida. También se puede considerar una significativa crítica social y cultural a las costumbres de una sociedad roída por la miseria y el estraperlo.
- Datos: Q108693475